# Adamson (Familienname)
Adamson ist ein englischer Familienname.

## Herkunft und Bedeutung
Adamson ist ein Patronym und bedeutet Sohn des Adams.

## Namensträger

### Familienname
- Agar Adamson (1865–1929), kanadischer Offizier und Geschäftsmann
- Al Adamson (1929–1995), US-amerikanischer Regisseur
- Amandus Adamson (1855–1929), estnischer Bildhauer
- Andrew Adamson (* 1966), neuseeländischer Regisseur
- Arthur W. Adamson (1919–2003), US-amerikanischer Chemiker
- Barry Adamson (* 1958), englischer Rockmusiker
- Bartlett Adamson (1884–1951), australischer Journalist, Dichter, Schriftsteller und Bürgerrechtler
- Bert Adamson (1914–1995), schottischer Fußballspieler
- Bertha Drechsler Adamson (1848–1924), englische Geigerin, Dirigentin und Musikpädagogin
- Charles Murray Adamson (1820–1894), englischer Vogelzeichner
- Chris Adamson (* 1978), englischer Fußballspieler
- Chuck Adamson (Drehbuchautor) (Charles Fredrick Adamson; 1936–2008), US-amerikanischer Polizist, Drehbuchautor, Fernsehproduzent und Schauspieler
- Chuck Adamson (Eishockeyspieler) (* 1938), kanadischer Eishockeytorwart
- Clare Adamson (* 1967), schottische Politikerin
- Dave Adamson (* 1951), englischer Fußballspieler
- Derrick Adamson (* 1958), jamaikanischer Leichtathlet
- Donald Adamson (1939–2024), britischer Historiker und Kritiker
- Erich Carl Hugo Adamson (1902–1968), estnischer Künstler, siehe Adamson-Eric
- George Adamson (1906–1989), kenianischer Tierschützer
- George Worsley Adamson (1913–2005), US-amerikanischer und englischer Künstler
- Gillian Adamson (* 1961), kanadische Schriftstellerin
- Harold Adamson (1906–1980), US-amerikanischer Komponist, Filmkomponist und Liedtexter
- Harry Adamson (Fußballspieler, vor 1908) (fl. 1908–1910), englischer Fußballspieler
- Harry Adamson (Fußballspieler, 1912) (1912–1989), englischer Fußballspieler
- Harry Adamson (Fußballspieler, 1924) (1924–1997), schottischer Fußballspieler
- Hendrik Adamson (1891–1946), estnischer Dichter und Esperantist
- Hugh Adamson (1885–??), schottischer Fußballspieler
- Ian Adamson (* 1944), irischer Politiker
- James C. Adamson (* 1946), US-amerikanischer Astronaut
- James Hazel Adamson (1829–1902), australischer Maler
- Jennie Adamson (1882–1962), britische Politikerin
- Jimmy Adamson (James Adamson; 1929–2011), englischer Fußballspieler und -trainer
- Joanne Adamson (* 1967), britische Diplomatin
- Joy Adamson (1910–1980), kenianische Tierschützerin und Malerin
- Kealey Adamson (* 2003), australischer Fußballspieler
- Keith Adamson (* 1945), englischer Fußballspieler
- Ken Adamson (* 1938), US-amerikanischer American-Football-Spieler
- Lina Drechsler Adamson (1876–1960), kanadische Geigerin und Musikpädagogin
- Nej Adamson (* 1958), britischer Schauspieler
- Nick Adamson (* 1969), US-amerikanischer Segler
- Owe Adamson (1935–2023), schwedischer Radrennfahrer
- Patrick Adamson (1537–1592), schottischer Geistlicher, Erzbischof von St. Andrews
- Peter Adamson (Schauspieler) (1930–2002), britischer Schauspieler
- Peter Adamson (* 1972), US-amerikanischer Arabist
- Robert Adamson (Fotograf) (1821–1848), schottischer Chemiker und Fotograf
- Robert Adamson (Philosoph) (1852–1902), schottischer Philosoph
- Robert Adamson (Dichter) (* 1943), australischer Dichter
- Robert Adamson (Schauspieler) (* 1985), US-amerikanischer Schauspieler
- Robert Stephen Adamson (1885–1965), britischer Botaniker
- Samuel Adamson (* 1969), australischer Dramatiker und Drehbuchautor
- Stuart Adamson (1958–2001), britischer Musiker
- Terry Adamson (* 1948), englischer Fußballspieler
- Timothy Adamson (* 1983), nordirischer Fußballspieler
- Tommy Adamson (1897–1959), schottischer Fußballspieler
- Walter Adamson (1911–2010), deutsch-australischer Schriftsteller
- William Adamson (Politiker) (1863–1936), britischer Politiker (Labour Party)
- William Agar Adamson (1800–1868), kanadischer Geistlicher und Schriftsteller
- William C. Adamson (1854–1929), US-amerikanischer Politiker

### Fiktive Figuren
- Adamson (Comicfigur), Figur von Oscar Jacobsson